# Weronika Telenga
Weronika Telenga (ur. 22 września 1995 w Szamotułach) – polska koszykarka występująca na pozycji środkowej, reprezentantka kraju.
Sezon 2023/2024 miała rozegrać w barwach izraelskiego Elitzur Ramla, ale wojna Izraela z Hamasem spowodowała, że ligowe rozgrywki nie zostały w tym kraju wznowione i zdecydowała się podpisać kontrakt z AZS AJP Gorzów Wielkopolski. Kolejny sezon spędziła w lidze węgierskiej. Przed sezonem 2025/2026 powróciła do gorzowskiego klubu podpisując dwuletni kontrakt.

## Osiągnięcia
Stan na 16 marca 2024, na podstawie, o ile nie zaznaczono inaczej.

### Drużynowe
Seniorskie
- Mistrzyni Polski (2022)[5]
- Wicemistrzyni Polski (2021, 2023, 2024)[6][7][8]
- Zdobywczyni:
  - Pucharu Polski (2022[9], 2023[10])
  - Superpucharu Polski (2021[11], 2022[12])
- Finalistka Pucharu Polski (2021)[13]

Młodzieżowe
- Mistrzyni Polski:
  - juniorek starszych (2013)[14]
  - juniorek (2012)
- Wicemistrzyni Polski juniorek starszych (2012)
- Brąz mistrzostw Polski juniorek starszych (2014)

### Indywidualne
- MVP:
  - kolejki EBLK (17 – 2022/2023)[15]
  - mistrzostw Polski juniorek starszych (2013)
- Zaliczona do I składu mistrzostw Polski juniorek (2012)
- Najlepiej zbierająca zawodniczka mistrzostw Polski juniorek starszych – nagroda im. Małgorzaty Dydek (2016, 2017)[16][17]
- Zaliczona do I składu:
  - OBLK (2024)[18]
  - kolejki EBLK/OBLK (13, 17 – 2022/2023, 5, 7, 15, 16 – 2023/2024)[19][20][21][22][23][24]
- Liderka:
  - EBLK/OBLK:
    - sezonu zasadniczego w średniej zbiórek (2024 – 12,8)[25]
    - w skuteczności rzutów z gry (2022 – 73,9%, 2023 – 64,3%, 2024 – 66%)[26]

  - I ligi w:
    - zbiórkach (2016–2018)
    - blokach (2013, 2016–2018)
    - skuteczności rzutów z gry (2013, 2016, 2017, 2019, 2020)

### Reprezentacja
Seniorska
- Uczestniczka kwalifikacji do Eurobasketu (2020/2021)

Młodzieżowe
- Mistrzyni Europy U–18 dywizji B (2013)
- Uczestniczka mistrzostw Europy U–16 (2011 – 15. miejsce)